# Велинградско земетресение
Велинградското земетресение е земетресение в България, което се случва в 4:23 ч. на 3 ноември 1977 г.
Магнитудът на земетресението е средно от 7-а степен по скалата на Медведев-Шпонхойер-Карник. В различните квартали на Велинград магнитудът е различен – от 5-а до 9-а степен по скалата на Медведев-Шпонхойер-Карник.
Множество тухлени постройки, изградени върху алувиалните наслаги по протежение на Чепинска река, са напукани или разрушени. Овлажнените алувиални наслаги са причина за увеличаване на сеизмичния ефект в Костандово, Дорково, Варвара, Семчиново и други селища. Необитаеми остават 375 къщи в района, а 280 са обявени като опасни за обитаване. Има щети по 14 производствени предприятия и 157 обществени сгради. Засегнати са железопътните гари Долене, Костандово и Цепина по теснолинейката Септември – Добринище. В продължение на 5 месеца са регистрирани над 500 земетресения с различен интензитет. След земетресението се наблюдават съществени нарушения в режима и състава на термалните води. Има и срутвания на скални блокове с неголеми обеми в долината на река Луковица.